# Mansour Eid
Mansour Eid, né le 12 février 1944 à Bteddine El Loqch et mort le 16 juillet 2013 à Beyrouth, est un écrivain, poète et chercheur littéraire libanais.

## Biographie et Œuvre
Mansour Eid (arabe : منصور عيد) est né en 1944 à Bteddine El Loqch, بتدين اللقش , un village du Caza de Jezzine dans le sud du Liban. À partir de 1977 il réside à Beyrouth pour poursuivre des études de philosophie et de littérature arabe. Il a notamment obtenu un doctorat en littérature arabe à l’université Saint-Joseph de Beyrouth.
À partir de 1965 et jusqu’à sa mort en 2013, il enseigne la langue et la littérature arabe dans de nombreuses écoles libanaises. Il a surtout fait carrière à l'université Notre-Dame-du-Lac, aux États-Unis, ou il a enseigné l’arabe et a présidé le département des sciences sociales de la faculté des sciences humaines.
Il est notamment auteur de nouvelles, de plusieurs romans (dont Ce Phenix en 1998) et de travaux de recherche littéraire, dont notamment des études publiées sur les écrivains libanais Boulos Salameh et Emily Nasrallah.
Il a également écrit un recueil de poèmes Mélodies des Vignobles (arabe : ألحان الكروم) qui a reçu en 2007 le prix Said Fayad (en) de création littéraire.